# Escuts i banderes del Tarragonès
Els escuts i banderes del Tarragonès són el conjunt d'escuts i banderes dels municipis, en aquest cas els de la dita comarca. En aquest article s'hi inclouen els escuts i les banderes oficialitzats per la Generalitat des del 1981 concretament per la Conselleria de Governació, què en té la competència.
El Tarragonès és una de les tres comarques en què va quedar dividit el Camp de Tarragona en la divisió comarcal de 1936. És arran de costa, a la zona meridional, entre el Baix Penedès, al nord-est, l'Alt Camp, a l'oest, i el Baix Camp al sud.
No tenen escut ni bandera oficial: Altafulla, la Canonja, la Nou de Gaià, Perafort, Tarragona, Vila-seca i Vilallonga del Camp

## Escuts oficials

el Catllar Publicat al DOGC el 30 de desembre de 1987.
Constantí Publicat al DOGC el 19 de juny de 1985.
Creixell Aprovat el 7 de juliol de 1987.
el Morell Publicat al DOGC el 21 de febrer de 2024.
els Pallaresos Publicat al DOGC el 9 de novembre de 1988.
la Pobla de Mafumet Aprovat el 23 de novembre de 1995.
la Pobla de Montornès Aprovat el 26 d'abril de 2013.
Renau Aprovat el 15 de juliol de 2021.
la Riera de Gaià Aprovat el 23 de novembre de 1995.
Roda de Berà Aprovat el 20 de desembre del 2003.
Salomó Aprovat el 28 de juny del 2002.
Salou Publicat al DOGC el 8 de juliol de 1991.
la Secuita Aprovat el 13 de juliol del 2001.
Torredembarra Publicat al DOGC el 5 d'agost de 1998.
Vespella de Gaià Publicat al DOGC el 24 de gener de 1996.

## Banderes oficials

el Catllar Publicat al DOGC el 30 d'abril de 1999.
Constantí Publicada al DOGC el 3 de juliol de 1995.
el Morell Publicada al DOGC el 28 de juliol de 2025.
els Pallaresos Publicada al DOGC el 10 de juliol de 1991.
la Pobla de Mafumet Publicada al DOGC el 28 de gener de 2008.
la Pobla de Montornès Publicada al DOGC el 21 de desembre de 2018.
la Riera de Gaià Publicada al DOGC el 17 de març de 2003.
Roda de Berà Publicada al DOGC 26 de novembre de 2003.
Salou Publicada al DOGC el 23 d'octubre de 1992.
la Secuita Publicada al DOGC el 20 de setembre de 2004.
Torredembarra Publicada al DOGC el 13 de setembre de 1999.
Vespella de Gaià Publicada al DOGC el 23 d'octubre de 1992.